# Sergueï Larine
Pour les articles homonymes, voir Larine.
 (mars 2011).
Si vous disposez d'ouvrages ou d'articles de référence ou si vous connaissez des sites web de qualité traitant du thème abordé ici, merci de compléter l'article en donnant les références utiles à sa vérifiabilité et en les liant à la section « Notes et références ».
Sergueï Alekseievitch Larine (en russe : Сергей Алексеевич Ларин) est un ténor russe, né le 9 mars 1956 à Daugavpils en Lettonie et mort le 13 janvier 2008 à Bratislava.

## Biographie
Après avoir passé son enfance à Gorki, (auj. Nijni Novgorod), il avait obtenu une licence de philologie et suivi des cours de chant au Conservatoire de Vilnius avec Virgilijus Noreika.
La carrière internationale de cet artiste avait débué en mai 1990 au Staatsoper de Vienne où il avait incarné pour la première fois Lenski dans Eugène Onéguine de Tchaïkovski.
Par la suite, Sergueï Larine s'est produit sur toutes les grandes scènes d'opéra du monde. Il a également donné des concerts
sous la direction de chefs éminents comme Claudio Abbado, Riccardo Mutti ou Myung-Whun Chung.
En 1995, il fut lauréat du Prix Verdi. Une distinction décernée chaque année par l'Académie des Arts italienne et destinée à récompenser le meilleur chanteur de la saison. Larine est à ce jour le seul artiste russe à avoir obtenu cette médaille depuis la création du Prix Verdi il y a quatre-vingts ans.
Récipiendaire de la Croix d'Officier de l'ordre du grand-duc Gediminas en 2003.
Sergueï Larine laisse une relativement abondante discographie.
Inhumé au cimetière d'Antakalnis.